# Cuterebra buccata
Cuterebra buccata är en tvåvingeart som först beskrevs av Fabricius 1775.  Cuterebra buccata ingår i släktet Cuterebra och familjen styngflugor. Inga underarter finns listade i Catalogue of Life.